# Luigi Maifredi
Luigi « Gigi » Maifredi (né le 20 avril 1947 à Lograto, dans la province de Brescia, en Lombardie) est un entraîneur de football professionnel italien et un journaliste sportif de la télévision italienne.

## Biographie
Né en 1947, Gigi Maifredi entraîne durant sa carrière de nombreux clubs italiens dont :
- FC Crotone
- Orceana Calcio
- FC Ospilatetto
- Bologne FC
- Juventus FC
- Genoa CFC
- Venise Calcio
- Brescia Calcio
- Pescara Calcio
- Reggiana AC

Il part vers l'étranger en 1996 pour tenter l'aventure en Tunisie avec le club tunisois de l'Espérance de Tunis, puis vient en 1998 en Espagne à l'Albacete Balompié.
En 2003, il anime une émission qui rencontre une grande popularité, appelée Quelli che il calcio e... sur Rai Due. Puis il se dirige vers une carrière de consultant pour la TV italienne.
En 2009, il devient conseiller technique du Brescia Calcio.